# Велика народна скупштина у Крагујевцу (1830)
Велика народна скупштина у Крагујевцу је одржана 24 — 28. јануара 1830.

## Хатишериф 1830. године
Руско-турски рат завршен је миром који је склопљен у Једрену. Турска се поново обавезала да изврши све обавезе према Србији које је на себе узела Акерманском конвенцијом, у року од месец дана. Русија је била свемоћна а Турска сатрвена. Руска војска остала је на територији Османског царства, јер је уговором о миру било предвиђено да се она ту задржи све док се не изврше све турске обавезе. Под таквим приликама, Порта се пожурила да Србима што пре да тражени хатишериф, оставивши ипак у њему празнина на основу којих је његово извршење могла отезати. Хатишериф је послан у Србију, београдоком везиру, да га обнародује, a књаз Милош је за 24. јануар 1830. сазвао y Крагујевац Велику народну скупштмну на којој је тај хатишериф свечано саопштен.

## Избор скупштинара
15. и 17. новембра 1829. књаз Милош је издао наредбу да се изврши избор скупштинара у целој земљи, за Велику народну скупштину у Крагујевцу, и то је прва народна скупштина на којој су присуствовали скупштинари које је изабрао сам народ. Избор није вршен у целој земљи истога дана, већ према томе како је која нахија могла да га изврши, али је било одређено да се мора обавити најдоцније неколико дана пред саму скупштину. Дан избора, дакле, одређивале су саме нахијске старешине. Изабрани скупштинари добивали су пуномоћје од свога изборног тела. Једно такво пуномоћје, дано y Чачку, гласи овако:

Полномошчие

„На виcочајше позвание, да свако село за себе изабере посланика к предстојећој главној Скупштини, изабралисмо ми доле потписани сељани Села Лознице, Атенице, Кулиноваца, Дрвара, Видове, Придворице и Бјелине, согласно између нас, кмета Илију Лазовића из Лознице, којег шаљући на Скупшпину у Крагуевац ополномошчавамо да он за нас на Скупштини говори, и одговара, и што год он рекне, на то и ми сви пристајемо, и за нас и за наше потомство; и готови смо на исто и заклетву нашу положити, како ћемо и ми и потомство наше све оно вјечно и непоколебимо набљудавати и держати.
Дано у Чачку, 7-го јануарија 1830 года.

Потпис главни сељана:

Јован Палалић

Петар Васић

Риста Паић сви из Лознице;

Стеван Мишанчић из Атенице;

Ђока Војновић из Атенице;

Миша Рошић из Атенице;

Панто Бугарчић из Кулиноваца;

Тодор Равајловић

Јован Ђамадановић из Дрвара;

Милосав Врцаловић

Милутада Сандић

Лука Милосављевић из Видове;

Миливоје Димитријевић

Јован Марић из Придворице;

Радисав Пушелић

Петар Ерић из Бијелине.

све проче

за нас и сељане наше

Издано предамному,

(печат)

Милосавом Перунчићем.

## Рад скупштине
Ова скупштина одржана је на отвореном пољу, у порти крагујевачке цркве, где се на једном узвишенијем месту налазио подигнут „банак од камена" који је декорисан теписима, на којем је седео књаз Милош за време трајање седнице.
Скупштинари су се почели скупљати у Крагујевцу неколико дана пре седнице. 24. јануара изјутра они су дошли пред црквену порту где су Димитрију Давидовићу предавали своја пуномоћја, па су тек после прегледа исправности пуномоћја одлазили да заузму одређена места. Места су била распоређена према нахијама.
Заседање је отворено читањем хатишерифа, што је извршено на свечан начин. По томе је дошла на ред беседа, којом кнез Милош тумачи одредбе хатишерифа и предности које њиме добија српски народ. Обраћајући се скупштини, књаз Милош ословљава први пут „благоизабране депутате народа серпског", и то пре „почтенородни" кметова a после „пречасњејше и частњејше" господе духовника.
Први дан скупштинског заседања прошао је после тога у народном весељу.
Сутрадан, 25. јануара, Милош је поново дошао на Скупштину и поново узео реч. Овај пут беседа није, као обично, била написана, већ је говор импровизовао. Набрајајући своје заслуге за ново стање ствари књаз Милош, у знак протеста што му Порта није признала наследно књажевско достојанство, поднео је скупштини своју оставку и изјавио да власт предаје народу. На скупштини је настала забуна. Депутати су плакали. Кад је кнез Милош напустио скупштину, депутати су прекинули заседање и упутили се за њим да га моле да повуче оставку. Скупштина је књаза Милоша отпратила до двора, a одатле су се скупштинари кренули у Народни суд где је један нарочити одбор саставио три акта која је скупштина нешто доцније усвојила једногласно и са великим одобравањем. Ta три акта су преписана на пергаментску хартију па су их својеручно потписали сви посланици.
Први акт би је упућен књазу Милошу, кога скупштина назива избавитељем и оцем Србије и поново бира за наследног књаза Србије. Taj акт, у исто време, стилизован је тако да је значио и заклетву свих скупштинара. Другим актом изречена је благодарност султану, ради дарованог хатишерифа, a трећим актом народ захваљује своме покровитељу, руском цару, на трајном и успешном заузимању за српску ствар.
27. јануара скупштина је позвала књаза Милоша у цркву где су му сва три документа свечано предата. Ту је скупштина поново положила заклетву књазу Милошу, a кнез Милош скупштини и народу, па је отпевано свечано „Тебе Бога хвалим". На крају је шабачки владика Герасим, Грк по пореклу, изговорио једну беседу на грчком језику, јер народни језик није знао.
28. јануара скупштина се разишла са надом да ће одредбе хатишерифа бити убрзо испуњене.